# Đuôi cụt ngực ngà
Đuôi cụt ngực ngà, tên khoa học Pitta maxima, là một loài chim trong họ Pittidae.